# Schweizisk auktion
En schweizisk auktion (engelska Swiss auction) liknar en förstaprisauktion, men det finns en viktig skillnad. Medan det vinnande budet i en förstaprisauktion genast är bindande för vinnaren, är detta inte alltid fallet vid en schweizisk auktion. Denna typ av auktion används för vissa byggnadskontrakt, där de ursprungliga specifikationerna blivit modifierade eller tillgänglig arbetskraft reducerats beroende på andra icke förutsägbara åtaganden. Det kan även röra sig om att konflikter mellan arkitekten och byggnadsentreprenören innebär oöverstigliga problem, som gör det olämpligt att fortsätta med byggnadsprojektet. Normalt går då kontraktet till den som lämnat det näst bästa anbudet. Men om skillnaden i anbudsbeloppen överstiger ett på förhand avtalat belopp (vanligen 10 procent) kan företaget, som lämnat det bästa budet tvingas att stå vid sitt bud (eller betala skadestånd).
Schweiziska auktioner har använts sedan ca 1950.
För andra typer av auktioner, se Auktion.
Journal of Economic Literature, JEL, Classification System: D4 – Marknadsstruktur och prissättning. D44 – Auktioner.